# Nito Gomes
Fernando de Lacerda Gomes, noto semplicemente come  Nito Gomes o Nito (Bissau, 3 febbraio 2002), è un calciatore guineense, difensore del Paços Ferreira.

## Carriera

### Club
Nell'ottobre del 2022 passa al Marítimo B, nel gennaio del 2023 viene promosso al Marítimo, con cui esordisce in Primeira Liga nella vittoria per 1-0 contro l'Estoril Praia.

### Nazionale
L'11 settembre 2023 esordisce con la nazionale della Guinea-Bissau, segnando la rete dell'1-0 nella vittoria per 2-1 contro la Sierra Leone, valida per le qualificazioni alla Coppa delle nazioni africane 2023.

## Statistiche

### Presenze e reti nei club
Statistiche aggiornate all'11 settembre 2023.
| Stagione          | Squadra           | Campionato        | Campionato | Campionato | Coppe nazionali | Coppe nazionali | Coppe nazionali | Coppe continentali | Coppe continentali | Coppe continentali | Altre competizioni | Altre competizioni | Altre competizioni | Totale | Totale | Totale |
| Stagione          | Squadra           | Comp              | Pres       | Reti       | Comp            | Pres            | Reti            | Comp               | Pres               | Reti               | Comp               | Pres               | Reti               | Pres   | Reti   |        |
| ----------------- | ----------------- | ----------------- | ---------- | ---------- | --------------- | --------------- | --------------- | ------------------ | ------------------ | ------------------ | ------------------ | ------------------ | ------------------ | ------ | ------ | ------ |
| 2022-2023         | Marítimo          | PL                | 2          | 0          | CP+CdL          | 0               | 0               |                    | -                  | -                  |                    | -                  | -                  | 2      | 0      |        |
| 2023-2024         | Marítimo          | SL                | 0          | 0          | CP+CdL          | 0               | 0               |                    | -                  | -                  |                    | -                  | -                  | 0      | 0      |        |
| Totale Marítimo   | Totale Marítimo   | Totale Marítimo   | 2          | 0          |                 | 0               | 0               |                    |                    |                    |                    | -                  | -                  | 2      | 0      |        |
| 2022-2023         | Marítimo B        | CD                | 15         | 0          |                 | -               | -               |                    | -                  | -                  |                    | -                  | -                  | 15     | 0      |        |
| 2023-2024         | Marítimo B        | CD                | 3          | 0          |                 | -               | -               |                    | -                  | -                  |                    | -                  | -                  | 3      | 0      |        |
| Totale Marítimo B | Totale Marítimo B | Totale Marítimo B | 18         | 0          |                 | -               | -               |                    | -                  | -                  |                    | -                  | -                  | 18     | 0      |        |
| Totale carriera   | Totale carriera   | Totale carriera   | 20         | 0          |                 | 0               | 0               |                    | -                  | -                  |                    | -                  | -                  | 20     | 0      |        |

### Cronologia presenze e reti in nazionale
| Cronologia completa delle presenze e delle reti in nazionale ― Guinea-Bissau | Cronologia completa delle presenze e delle reti in nazionale ― Guinea-Bissau | Cronologia completa delle presenze e delle reti in nazionale ― Guinea-Bissau | Cronologia completa delle presenze e delle reti in nazionale ― Guinea-Bissau | Cronologia completa delle presenze e delle reti in nazionale ― Guinea-Bissau | Cronologia completa delle presenze e delle reti in nazionale ― Guinea-Bissau | Cronologia completa delle presenze e delle reti in nazionale ― Guinea-Bissau | Cronologia completa delle presenze e delle reti in nazionale ― Guinea-Bissau |
| Data                                                                         | Città                                                                        | In casa                                                                      | Risultato                                                                    | Ospiti                                                                       | Competizione                                                                 | Reti                                                                         | Note                                                                         |
| ---------------------------------------------------------------------------- | ---------------------------------------------------------------------------- | ---------------------------------------------------------------------------- | ---------------------------------------------------------------------------- | ---------------------------------------------------------------------------- | ---------------------------------------------------------------------------- | ---------------------------------------------------------------------------- | ---------------------------------------------------------------------------- |
| 11-9-2023                                                                    | Bissau                                                                       | Guinea-Bissau                                                                | 2 – 1                                                                        | Sierra Leone                                                                 | Qual. Coppa d'Africa 2023                                                    | 1                                                                            |                                                                              |
| 20-11-2023                                                                   | Il Cairo                                                                     | Gibuti                                                                       | 0 – 1                                                                        | Guinea-Bissau                                                                | Qual. Mondiali 2026                                                          | -                                                                            |                                                                              |
| 22-1-2024                                                                    | Abidjan                                                                      | Guinea-Bissau                                                                | 0 – 1                                                                        | Nigeria                                                                      | Coppa d'Africa 2023 - 1º turno                                               | -                                                                            |                                                                              |
| Totale                                                                       |                                                                              | Presenze                                                                     | 3                                                                            |                                                                              | Reti                                                                         | 1                                                                            |                                                                              |